# Istenre hangolva
Az Istenre hangolva (The Love Languages of God) Gary Chapman 2002-ben megjelent könyve.
A szerző főleg pszichológusként és házasságterapeutaként ismert, az ő nevéhez fűződik a szeretetnyelv fogalom bevezetése.
Chapman szerint öt szeretetnyelv (elismerő szavak, minőségi idő, ajándékozás, szívességek és testi érintés) létezik, s minden ember ezen szeretetnyelvek egyikén tudja a legjobban kifejezni a szeretetét, illetve lehet éreztetni vele azt, hogy szeretve van.
Chapman főleg a házasságban tartja fontosnak, hogy a felek megismerjék saját és párjuk szeretetnyelvét, s így megfelelőképpen tudják kifejezni a szeretetüket. Chapman az Isten szeretetnyelveiről ír, s azt írja körül, hogy szeretetnyelvünknek megfelelően mi állhat hozzánk közelebb, hogy Isten szeretetét érezzük s viszonozzuk.
A szerző a bevezetésben ekképpen fogalmazza meg könyve célját:

„E könyv azzal a céllal íródott, hogy közelebb vigye az olvasókat Istenhez, és az Ő határtalan szeretetét megismerve megtanuljanak hatékonyabban szeretni másokat. Így segíthetünk a körülöttünk élőknek, hogy örüljenek az életnek, és megbékéljenek a halál gondolatával.”

– Chapman

## Leírás
A szerző végigveszi az öt szeretetnyelvet, s bibliai idézetekkel, személyekkel, tényekkel támassza alá, hogy Isten minden szeretetnyelvet ismer, s használ, valamint azt is hogy különböző bibliai személyek is ezen szeretetnyelvek valamelyikén fejezték ki Isten iránti szeretetüket.
Ki gondolt volna arra például, hogy Dávid zsoltárait az elismerő szavak szeretetnyelvén keresztül értelmezze? Vagy Luther Márton himnuszait?
Vagy kinek jutott eszébe, hogy Jézus három és fél évét a tanítványokkal asszociálja a minőségi idő szeretetnyelvével?
Chapman a bibliai példákon kívül bőven hoz fel példákat saját praxisából is, s miután sikerül felismerni saját szeretetnyelvünket, vagy szeretetnyelveinket, több példán keresztül is szemlélteti, hogy esetleg miképpen fejezhetjük ki Isten iránti szeretetünket.

## Tartalom
- Bevezetés
- 1. fejezet Az öt szeretetnyelv
- 2. fejezet Isten és az első szeretetnyelv: az elismerő szavak
- 3. fejezet Isten és a második szeretetnyelv: a minőségi idő
- 4. fejezet Isten és a harmadik szeretetnyelv: az ajándékozás
- 5. fejezet Isten és a negyedik szeretetnyelv: a szívességek
- 6. fejezet Isten és az ötödik szeretetnyelv: a testi érintés
- 7. fejezet Saját szeretetnyelvünk felismerése
- 8. fejezet A többnyelvűség előnyei
- 9. fejezet Amikor a szeretet távolinak tűnik
- 10. fejezet Amikor a szeretet győzedelmeskedik
- Utószó

## Magyarul
- Istenre hangolva. Isten szeretetnyelvei; ford. Szabó Ágnes; Harmat, Bp., 2008 adó, ISBN 9789639564930
- Az 5 szeretetnyelv. Istenre hangolva. Aki mindig közel van; ford. Szabó Ágnes; 2. jav. kiad.; Harmat, Bp., 2015

## Külső linkek
- Gary Chapman hivatalos honlapja
- Gary Chapman biográfiája s magyarul megjelent művei
- Gary Chapman idézetek